# Högsbo, Nora
Högsbo är en by i Nora socken, Heby kommun.
Högsbo förekommer i dokument första gången 1421 (høgxbodom). Förledet är antagligen genitivform av det fornsvenska mansnamnet Hök med efterleden boda i betydelsen fäbodar eller bodland. Under 1500-talet omfattar byn två mantal skatte. 
Byn hade ursprungligen sin fäbodvall öster om sjön Norra Brinnen. Den tillföll gården Mats-Lars i samband med laga skiftet i byn 1866 och fortsatte att brukas av gården fram till 1909. En ny fäbod uppfördes i samband med skiftet för Lars-Nilsgården, Lars-Nilsbodarna.
På byns ägor har funnits torpen Annedal (Risängen efter torpet bredvid), Risängen, Johanneslund som var lärarbostad för skolan i Högsbo och Hagatorp.